# Lohrville (Wisconsin)
Lohrville é uma vila localizada no estado norte-americano de Wisconsin, no Condado de Waushara.

## Demografia
Segundo o censo norte-americano de 2000, a sua população era de 408 habitantes.
Em 2006, foi estimada uma população de 413, um aumento de 5 (1.2%).

## Geografia
De acordo com o United States Census Bureau tem uma área de
3,2 km², dos quais 3,2 km² cobertos por terra e 0,0 km² cobertos por água.

## Localidades na vizinhança
O diagrama seguinte representa as localidades num raio de 20 km ao redor de Lohrville.